# Wereldkampioenschap voetbal 2006 (Groep B) Trinidad en Tobago - Zweden
Deze pagina is een subpagina van het artikel Wereldkampioenschap voetbal 2006. Hierin wordt de wedstrijd in de groepsfase in groep B tussen Trinidad en Tobago en Zweden gespeeld op 10 juni 2006 nader uitgelicht.

## Nieuws voorafgaand aan de wedstrijd
- 2 juni - In een volgepakt Ullevi in Stockholm, waar tevens veel Chilenen wonen speelden Zweden en Chili in de laatste oefenwedstrijd van de Zweden met 1-1 gelijk. De Zweedse goal werd al na 11 minuten gescoord door Henrik Larsson.
- 3 juni - Trinidad en Tobago gaat met 3-0 ten onder in de laatste oefenwedstrijd voor het WK. In en tegen Tsjechië liep de thuisploeg vooral in de eerste helft over de "Soca Warriors" heen.
- 5 juni - Tobias Linderoth moest de training aan zich voorbij laten gaan vanwege een opspelende hamstringblessure. Doelman Andreas Isaksson hervatte de training juist weer na zijn rugproblemen eerder in de week.
- 6 juni - Nadat alle voorgaande oefeninterlands verloren waren gegaan won het B-team van Trinidad en Tobago van de Duitse derde divisionist FC St. Pauli moeizaam met 2-1. De doelpunten voor Trinidad en Tobago werden gescoord door Kenwyne Jones en Jason Scotland.
- 8 juni - Eerste doelman voor Zweden Andreas Isaksson, die eerder in de week al kampte met rugproblemen, maar daarvan was hersteld mist de wedstrijd tegen Trinidad en Tobago. Nadat Isaksson een bal van Kim Källström hard in het gezicht kreeg raakte hij even buiten bewustzijn. Onderzoek in het ziekenhuis wees uit dat hij een lichte hersenschudding heeft opgelopen. De verwachting is dat Isaksson drie tot vijf dagen rust dient te houden. Het is nog onzeker welke van de overige twee doelmannen, die beiden zeer weinig ervaring hebben zal worden opgesteld.

## Voorbeschouwing
Zweden begint haar missie op het WK met een wedstrijd tegen de debutanten uit Trinidad en Tobago, de ploeg van Leo Beenhakker. De Europeanen zijn zwaar favoriet, maar de mannen uit de Caraïben zullen een Zweeds feestje graag willen tegenhouden.
De hoop van Trinidad en Tobago is vooral gevestigd op de twee bekendste spelers die het land heeft voortgebracht, Dwight Yorke en Russell Latapy. Die laatste is allerminst zeker van een basisplaats en was in 2001 reeds gestopt als voetballer, maar werd door Yorke overgehaald het nog eens te proberen. Bij zijn rentree in de kwalificatiewedstrijd scoorde hij meteen een doelpunt in de met 3-2 gewonnen wedstrijd tegen Guatemala. Latapy is 37 jaar en speler/manager bij Falkirk FC, hij rookt zo'n 10 sigaretten per dag. Topschutter van de ploeg is niet Yorke, maar Stern John. In de verdediging zullen Rangers verdediger Marvin Andrews en doelman Shaka Hislop hun handen vol hebben aan Zlatan Ibrahimović, Henrik Larsson en Fredrik Ljungberg.
Zweden en Trinidad en Tobago speelden in het verleden slechts eenmaal eerder tegen elkaar. Dit gebeurde in een vriendschappelijke wedstrijd in Port of Spain. De thuisploeg Trinidad en Tobago werd daar in 1983 met 5-0 verslagen door de Zweden.

## Wedstrijdgegevens
| Datum                | 10 juni 2006                    | 10 juni 2006                    |
| Stadion              | Signal Iduna Park, Dortmund     | Signal Iduna Park, Dortmund     |
| Toeschouwers         | 62.959                          | 62.959                          |
| Scheidsrechter       | Shamsul Maidin                  | Shamsul Maidin                  |
| Assistenten          | Prachya Permpanich Eisa Ghuloum | Prachya Permpanich Eisa Ghuloum |
| Vierde man           | Óscar Ruiz                      | Óscar Ruiz                      |
| Man van de wedstrijd | Dwight Yorke                    | Dwight Yorke                    |
|                      | Trinidad                        | Zweden                          |
| Doelpunten           | 0                               | 0                               |
| Gele kaarten         | 3                               | 1                               |
| Rode kaarten         | 1                               | 0                               |
| Wissels              | 2                               | 3                               |
| Schoten op doel      | 2                               | 6                               |
| Schoten naast doel   | 4                               | 12                              |
| Overtredingen        | 10                              | 9                               |
| Hoekschoppen         | 1                               | 8                               |
| Buitenspel           | 1                               | 2                               |
| Strafschoppen        | 0                               | 0                               |
| Balbezit (tijd)      | 23'00"                          | 34'00"                          |
| Balbezit (%)         | 40%                             | 60%                             |

| Trinidad en Tobago | 0 – 0           | Zweden |
| | goals (assists) | |
| Leo Beenhakker | bondscoach      | Lars Lagerbäck |
| Shaka Hislop Cyd Gray Dennis Lawrence Brent Sancho Avery John Carlos Edwards Collin Samuel 53' Christopher Birchall Dwight Yorke Densill Theobald 66' Stern John | opstellingen    | Rami Shaaban Niclas Alexandersson Olof Mellberg Teddy Lucic Erik Edman 78' Christian Wilhelmsson 78' Tobias Linderoth 62' Anders Svensson Fredrik Ljungberg Henrik Larsson Zlatan Ibrahimović |
| Cornell Glen 53' Aurtis Whitley 66' | wissels         | 62' Marcus Allbäck 78' Kim Källström 78' Mattias Jonson |
| Dwight Yorke 74' | gele kaarten    | 90' Henrik Larsson |
| Avery John 46' | rode kaarten    | |

## Wedstrijdverslag
Trinidad, dat eerste doelman Kelvin Jack in de warming-up zag afhaken nadat hij een bal keihard tegen zijn hoofd gekregen had, werd vanaf het begin door de veel sterkere Zweden onder druk gezet.  Voor de rust misten een vrije trap van Henrik Larsson en een omhaal van Zlatan Ibrahimovic het doel, terwijl Shaka Hislop, de 37-jarige vervanger van Jack, zich onderscheidde bij afstandsschoten van Christian Wilhelmsson en Ibrahimovic. Zijn collega Rami Shaaban, die onder de Zweedse lat Andreas Isaksson verving, werd maar één keer serieus beproefd bij een schot van Edwards.
De tweede helft was nog maar amper een minuut oud of Trinidad moest verder met tien man. Avery John mocht na een harde overtreding op Wilhelmsson met zijn tweede gele kaart gaan douchen. Het resterende tiental van Trinidad was daardoor echter allerminst uit het veld geslagen en bij een counter was er zelfs bijna succes, maar de pegel van Cornell Glen spatte uiteen op de kruising van paal en lat. De Zweden bleven op de bevrijdende goal jagen, maar de koelbloedigheid ontbrak. Invaller Marcus Allbäck faalde twee keer oog in oog met Hislop en ook Ibrahimovic, de pupil en vriend van Beenhakker in diens tijd als Ajax' technisch directeur, kon de doelman van dichtbij niet passeren.

## Overzicht van wedstrijden
| Groepswedstrijden | | | |
| Groep A | Groep B | Groep C | Groep D |
| Duitsland - Costa Rica Polen - Ecuador Duitsland - Polen Ecuador - Costa Rica Ecuador - Duitsland Costa Rica - Polen             | Engeland - Paraguay Trinidad en Tobago - Zweden Engeland - Trinidad en Tobago Zweden - Paraguay Zweden - Engeland Paraguay - Trinidad en Tobago | Argentinië - Ivoorkust Servië en Montenegro - Nederland Argentinië - Servië en Montenegro Nederland - Ivoorkust Nederland - Argentinië Ivoorkust - Servië en Montenegro | Mexico - Iran Angola - Portugal Mexico - Angola Portugal - Iran Portugal - Mexico Iran - Angola                               |
| Groep E | Groep F | Groep G | Groep H |
| Italië - Ghana Verenigde Staten - Tsjechië Italië - Verenigde Staten Tsjechië - Ghana Tsjechië - Italië Ghana - Verenigde Staten | Australië - Japan Brazilië - Kroatië Brazilië - Australië Japan - Kroatië Japan - Brazilië Kroatië - Australië                                  | Frankrijk - Zwitserland Zuid-Korea - Togo Frankrijk - Zuid-Korea Togo - Zwitserland Togo - Frankrijk Zwitserland - Zuid-Korea                                           | Spanje - Oekraïne Tunesië - Saoedi-Arabië Spanje - Tunesië Saoedi-Arabië - Oekraïne Saoedi-Arabië - Spanje Oekraïne - Tunesië |
| Achtste finales | | | |
| Duitsland - Zweden Argentinië - Mexico                                                                                           | Italië - Australië Zwitserland - Oekraïne | Engeland - Ecuador Portugal - Nederland | Brazilië - Ghana Spanje - Frankrijk                                                                                           |
| Kwartfinales | | | |
| Duitsland - Argentinië | Italië - Oekraïne | Engeland - Portugal | Brazilië - Frankrijk |
| Halve finales | | | |
| Duitsland - Italië | Duitsland - Italië | Portugal - Frankrijk | Portugal - Frankrijk |
| Troostfinale | | | |
| Duitsland - Portugal | | | |
| Finale | | | |
| Italië - Frankrijk | | | |